# Sanair Super Speedway
De Sanair Super Speedway is een ovaal circuit met een lengte van 1,33 km gelegen in Saint-Pie in de Canadese provincie Quebec. Het opende in 1983. In 1971 was er op het terrein reeds een wegcircuit en later kwam daar een drag-strip bij. Tussen 1984 en 1986 werd er op het ovaal gedeelte een race gehouden die op de kalender stond van de Champ Car series. Bobby Rahal won de laatste Champ Car race die in 1986 op het circuit gereden werd. Hij werd dat jaar Champ Car kampioen.

## Winnaars

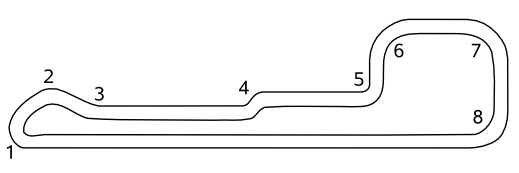
Lay-out van het circuit.

Winnaars op het circuit voor een race uit de Champ Car kalender.
| Jaar | Rijder            |
| ---- | ----------------- |
| 1984 | Danny Sullivan    |
| 1985 | Johnny Rutherford |
| 1986 | Bobby Rahal       |